# 71: Into the Fire
71: Into the Fire (en coreà 포화 속으로, Pohwasogeuro o Pohwa sokeuro) és una pel·lícula de guerra sud-coreana del 2010 dirigida per Lee Jae-han (també conegut com a John H. Lee). Està basada en un episodi verídic de la Guerra de Corea: el 13 d'agost del 1950, a Pohang, durant una de les situacions més difícils de tota la guerra per a les forces del sud, 71 estudiants voluntaris sense pràcticament cap formació militar van lliurar una batalla d'onze hores contra forces nord-coreanes superiors en nombre.

## Argument
El comandant Kang Suk Dae ha d'anar a reforçar les vores del riu Nakdong, últim baluard contra l'implacable avanç de l'exèrcit de Corea del Nord, i es troba obligat a abandonar la defensa de la guarnició de Pohang en mans d'uns pocs soldats-estudiants, arribats al front uns quants dies abans. Aquests joves, la majoria voluntaris, s'acaben amb prou feines de graduar i no han rebut cap entrenament militar. No obstant això, la probabilitat que les forces nord-coreanes, que també s'estan movent cap al Nakdong, passin per Pohang, és mínima.
Per a dirigir aquest nou equip, Kang nomena com a comandant Oh Jung Bum; es tracta de l'únic que ha tingut una experiència directa de la guerra tot i que, superat pels esdeveniments, la seva presència sobre el terreny en aquella ocasió no va ser gaire eficaç.
Així, poc segur d'ell mateix i sense cap qualitat de líder, Oh Jung Bum es troba al capdavant d'aquest grup de novells que li contesten l'autoritat a qualsevol ocasió, especialment Ku Kap Jo, jove delinqüent condemnat per assassinat i que ha de purgar la pena servint a l'exèrcit.

## Repartiment
- Kim Seung-woo - Kang Suk-dae, comandant sud-coreà
- Kwon Sang-woo - Koo Gap-jo, jove delinqüent
- Cha Seung-won - Park Mu-rang, general nord-coreà
- T.O.P (Choi Seung-hyun) - Oh Jung-bum, comandant del grup de joves
- Park Jin-hee - Hwa-ran
- Kim Hye-seong
- Moon Jae-won
- Shin Hyeon-tak
- Yun Seung-hun
- Tak Teu-in
- Ki Se-hyung - estudiant-soldat
- Shin Kyung-sun - estudiant-soldat
- Kim Sung-ryeong - mare de Jung-Bum
- David McInnis - sergent Jones
- Kim Han - Kang Suk-dae
- Christina Cha - infermera

## Premis
- 2010. Korean Wave Popularity Award (T.O.P) - Daejong Film Awards
- 2010. Millor actor debutant (T.O.P) - Blue Dragon Film Awards
- 2010. Actor més popular (T.O.P) - Blue Dragon Film Awards
- 2011. Millor actor debutant (T.O.P) - PaekSang Arts Awards
- 2011. Actor més popular (T.O.P) - PaekSang Arts Awards